# 緑星旗

緑星旗

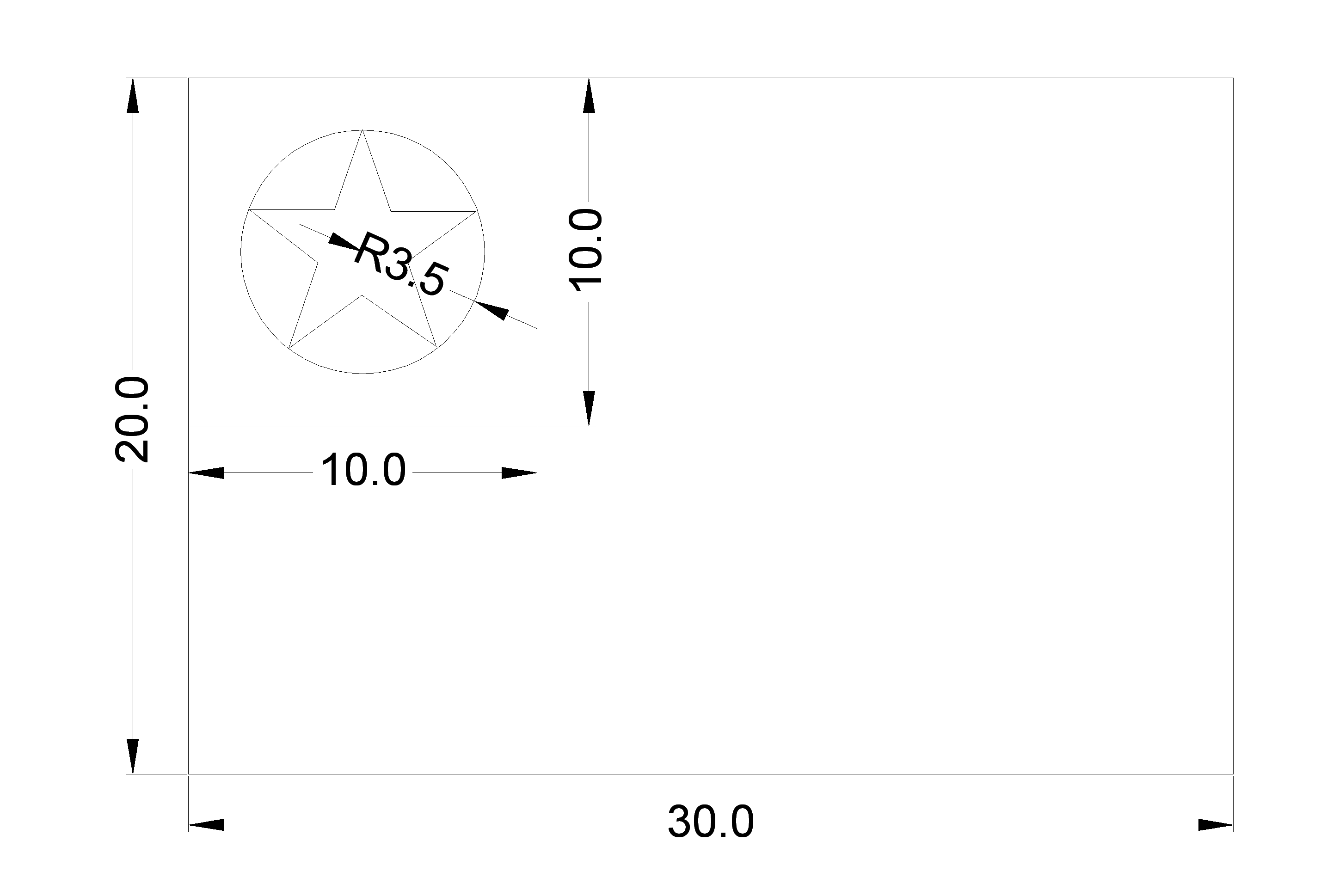
旗の様式

緑星旗（りょくせいき）とは、エスペラントの象徴として使われる旗である。エスペラントではエスペラントの旗（Esperanto-flago, Standardo Esperantista）または緑の旗（Verda Flago, Verda Standardo）とよばれる。
旗の比率は縦2:横3で、白の正方形をカントン（左上部分）に配し、その中に緑の星を配している。緑はエスペラントのシンボルカラーであり希望を、白は平和と中立を、五芒星は五大陸を表す。初期のころには比率が縦1:横2のものや、Eの文字を星の中央に配したものなどのバリエーションがあった。
ブローニュ＝シュル＝メールのエスペラントクラブでこのデザインが提案され、1905年の第1回世界エスペラント大会でこの旗を使うことが認められた。以来、100年以上に渡ってエスペラントを象徴する旗として大切に扱われている。
エスペランチストの一部には、この旗はエスペラントをよく知らない人に宗教やナショナリズムを連想させてしまうという意見もある。
ザメンホフのエスペラント発表100周年を記念して、1987年にユビレーア・スィムボーロ（Jubilea Simbolo、記念シンボル）が考案された。白地にEsperantoの頭文字の「E」を向かい合わせて配したものである。球状のデザインにちなみ、「Esperanto-melono」（エスペラントメロン）、「Esperanto-ovo」（エスペラント卵）、「rugbea pilko」（ラグビーボール）などとも呼ばれている。現在、UEAのシンボルとして使われている。

## デザインの決定経緯
以下は1931年8月15日にNorda Gazetoに掲載された記事に基づく。
エスペランティストの旗（Standardo Esperantista）
緑の生地の左上の正方形に緑の星を配し、その中にEの文字を配したデザインが、1905年にブローニュ＝シュル＝メールで行われた世界エスペラント大会で認められた。旗の製作者はブローニュのエスペラントグループの指導者だった、アルフレ・ミショー、サージャン、モーリス・デュショーシュワである。大会の前のある日、彼らは商業者のグラのところ（Faidherbe街道14番）を訪れた。デュショーシュワはチョークを貸してもらい、テーブルの上に四角形を描いた。後に人々は何がされようとしているのか自問した。デュショーシュワは緑に（フランスの国旗のような）3色の筋を付けることを望んだが、サージャンは旗を特定の国のものにすべきではないと提案し、そしてミショーは星を付けるべきだとこだわった。サージャンは県の条例で組織の旗は区別のための記号を付けなければならないということを思い出し、彼の提案に沿って星の中央にEの文字を付けなければならないことになった。サージャンのデザインの旗はすぐに注文され、それは縦が1メートル、横が1.5メートルで、白い正方形の一辺は50センチメートルだった。数日後の8月1日に旗は街の通りの家、劇場の入口、喫茶店、そして世界エスペラント大会の受付に翻った。8月9日の大会の最終日、まだそのデザインの旗が翻っていた。弁士のオストロフスキは劇場の手すりにあった旗の一つを取り上げ、言った。「私達は（他のデザインを）探さないでおこう。この旗は私達を勝利に導き、私達を未来へと案内し、世界中の全ての国々に翻るだろう、今こそその時だ。」大会は満場一致でその提案を受け入れた。ザメンホフは最初の旗のうちの2つに署名した。一つはミショー、もう一つはサージャンに贈られて23年後にウィーンのエスペラント博物館に寄贈された。

## その他
エスペラントとは関係無い、主な緑色の星の旗には以下がある。

モロッコの国旗
?モロッコの商船旗
?モロッコの軍艦旗
モロッコの海軍用国籍旗
?1924年までのモロッコの旗
? スペイン領モロッコの商船旗（1937-1956）
?フランス保護領モロッコの商船旗（1919-1946）
?リーフ共和国 の国旗（1921-1926）
?アラブ連合共和国の旗（1958-1971）
?イラクの国旗（1963-1991）
?イラクの国旗（1991-2004）
?イラクの国旗（2004-2008）
?シリアの国旗（1963-1972）
シリア現在の国旗
?北イエメン（イエメン・アラブ共和国）の国旗（1962 - 1990）
?ドミニカ国の国旗（1978-1981）
?ドミニカ国の国旗（1981-1988）
?ドミニカ国の国旗（1981-1990）
ドミニカ国現在の国旗